# Boeing 747-300
De Boeing 747-300 is de verbeterde versie van het vliegtuigtype Boeing 747-200. Het eerste vliegtuig vloog op 5 oktober 1982 en het eerste toestel werd op 23 maart afgeleverd aan Swissair. De laatste keer dat het toestel van de band rolde was in september 1990 voor Sabena.
De verschillen met z'n voorganger waren onder andere dat het bovendek was verlengd, en dat er daardoor meer passagiers konden worden vervoerd en dat er een (optionele) slaapruimte voor bemanningsleden ontstond. Bij de aanpassing van het bovendek werd de karakteristieke spiraaltrap vervangen door een rechte steektrap. Met betere en zuinigere motoren nam het vliegbereik toe en kon bijvoorbeeld non-stop van Londen naar Singapore worden gevlogen.
Onder luchtvaartmaatschappijen was de Boeing 747-300 minder populair dan z'n voorganger, er werden er slechts 81 van gebouwd. Belangrijke reden hiervoor is de toepassing van de verouderde technologie, bijvoorbeeld de analoge cockpit van de oorspronkelijke 747. Boeing werd hierdoor gedwongen veel verder te gaan met het verbeteren van de 747. Zodoende werd al in 1985 bekendgemaakt dat vanaf 1989 een nieuwe versie zou worden geproduceerd, de Boeing 747-400. Er werden ook een aantal Boeing 747-200s tot een 747-300 omgebouwd, ook wel aangeduid als 747-200SUD (Stretched Upper Deck). Tegenwoordig worden veel Boeing 747-300's omgebouwd tot vrachttoestel.

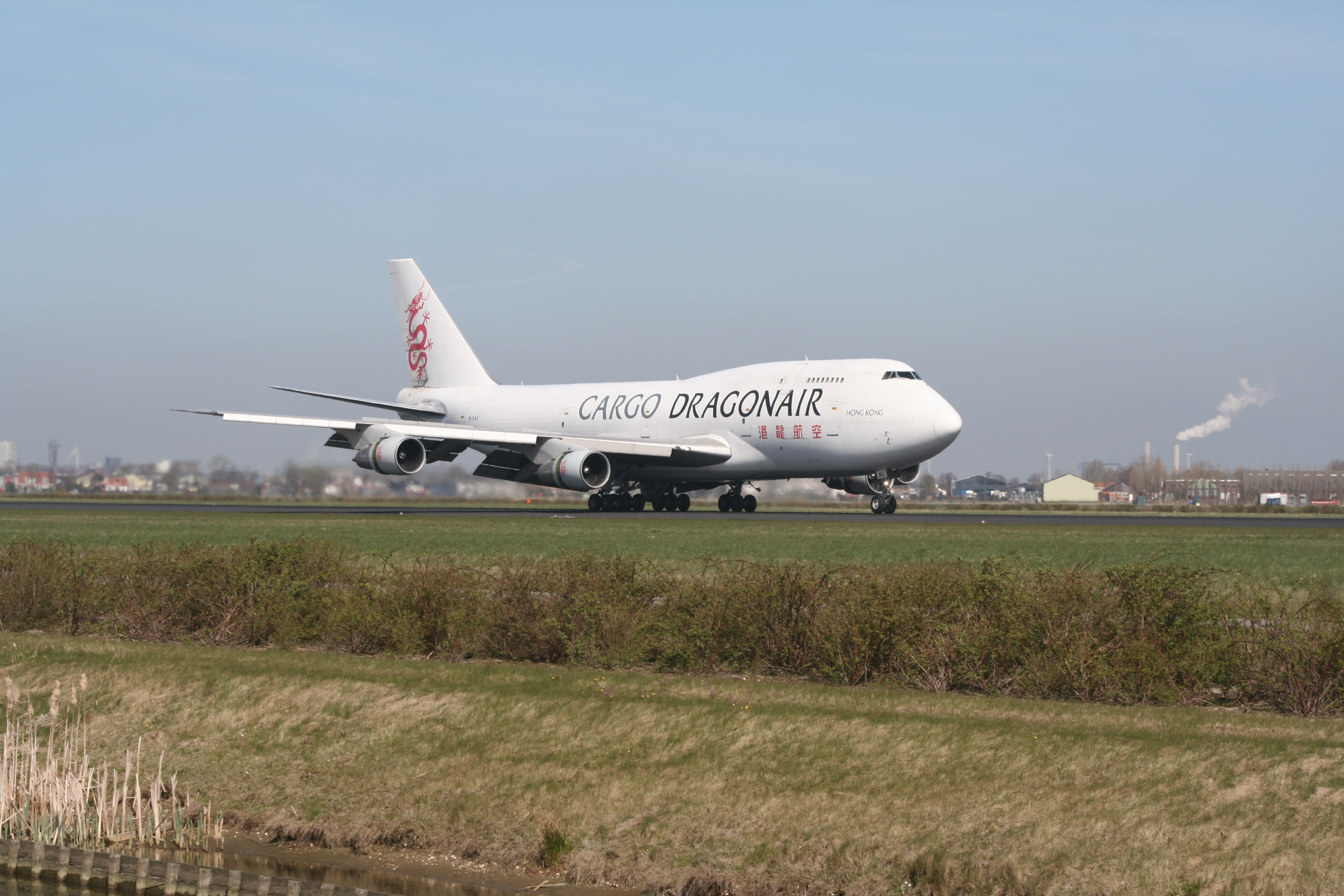
Een 747-300F van Cargo Dragonair op Schiphol